# AAU Mr. America
AAU Mr. America era una competizione di culturismo istituita dalla Amateur Athletic Union (AAU). È stata organizzata per la prima volta il 4 luglio 1939 ed il suo vincitore veniva eletto "America's Best Built Man". Nel 1940 il concorso ha cambiato il proprio nome in quello che ha poi mantenuto nelle edizioni successive (AAU Mr. America).
A metà degli anni quaranta, Joe e Ben Weider fondarono la IFBB come alternativa alla AAU. Organizzarono quindi una competizione concorrente, la IFBB Mr. America, nel 1949 e poi dal 1959 al 1977. Il concorso della AAU divenne discontinuo dal 1999 in poi.
Nel 2004 la World Bodybuilding & Fitness Association (WBFA) ha annunciato di aver acquisito i diritti del marchio "Mr. America", e di avere intenzione di organizzare nuove edizioni del concorso.

## Albo d'oro
| Anno | Vincitore         |
| ---- | ----------------- |
| 1938 | Bert Goodrich     |
| 1939 | Roland Essmaker   |
| 1940 | John Grimek       |
| 1941 | John Grimek       |
| 1942 | Frank Leight      |
| 1943 | Jules Bacon       |
| 1944 | Steve Stanko      |
| 1945 | Clarence Ross     |
| 1946 | Alan Stephan      |
| 1947 | Steve Reeves      |
| 1948 | George Eiferman   |
| 1949 | Jack Delinger     |
| 1950 | John Farbotnik    |
| 1951 | Roy Hilligenn     |
| 1952 | Jim Parks         |
| 1953 | Bill Pearl        |
| 1954 | Dick DuBois       |
| 1955 | Steve Klisanin    |
| 1956 | Ray Schaefer      |
| 1957 | Ron Lacy          |
| 1958 | Tom Sansone       |
| 1959 | Harry Johnson     |
| 1960 | Lloyd Lerille     |
| 1961 | Raymond Routledge |
| 1962 | Joe Abbenda       |
| 1963 | Vern Weaver       |
| 1964 | Val Vasilieff     |
| 1965 | Jerry Daniels     |
| 1966 | Bob Gajda         |
| 1967 | Dennis Tinerino   |
| 1968 | Jim Haislop       |
| 1969 | Boyer Coe         |
| 1970 | Chris Dickerson   |
| 1971 | Casey Viator      |
| 1972 | Steve Michalik    |
| 1973 | Jim Morris        |
| 1974 | Ron Thompson      |
| 1975 | Dale Adrian       |
| 1976 | Kalman Szkalak    |
| 1977 | Dave Johns        |
| 1978 | Tony Pearson      |
| 1979 | Ray Mentzer       |
| 1980 | Gary Leonard      |
| 1981 | Tim Belknap       |
| 1982 | Rufus Howard      |
| 1983 | Jeff King         |
| 1984 | Joe Meeko         |
| 1985 | Michael Antorino  |
| 1986 | Glenn Knerr       |
| 1987 | Richard Barretta  |
| 1988 | William Norberg   |
| 1989 | Lou La Luz        |
| 1990 | Peter Miller      |
| 1991 | Joe DeAngelis     |
| 1992 | Mike Scarcella    |
| 1993 | Billy Nothaft     |
| 1994 | Andrew Sivert     |
| 1995 | Terence Hairston  |
| 1996 | Doug Rieser       |
| 1997 | Bill Davey        |
| 1998 | Harvey H Campbell |
| 1999 | Tracey Dorsey     |